# Al Barr
Alexander Martin "Al" Barr (Hanover, 12 de septiembre de 1968) es un cantautor estadounidense, conocido por ser el vocalista de la banda de celtic punk Dropkick Murphys.

## Biografía
Al Barr fue el vocalista y uno de los fundadores de la banda de street punk / oi! The Bruisers, formada en 1988 en Portsmouth (Nuevo Hampshire). Su primera banda fue D.V.A. (Direct Vole Assault), en torno a 1984. Antes de formar The Bruisers participó en 5 Balls of Power, donde coincidió con futuros miembros de las bandas Scissorfight, The Radicts, L.E.S. Stitches y U.S. Bombs. The Bruisers había tocado en muchas ocasiones con los Dropkick Murphys, y cuando el vocalista de los Murphys Mike McColgan dejó la banda, éstos le propusieron a Barr ser su nuevo vocalista. Su primer álbum con el nuevo grupo fue The Gang's All Here, publicado en 1999.
A diferencia de los demás miembros de la banda, que en su mayoría son de ascendencia irlandesa, Barr es de ascendencia escocesa por parte de padre y alemana por parte de madre. También habla alemán. En diciembre de 2003, Barr y su esposa Jessica tuvieron su primer hijo, Strummer Barr, que fue llamado así en honor a Joe Strummer de The Clash. Tuvieron su segunda hija el 7 de diciembre de 2008, y su tercer hijo el 10 de octubre de 2012.

## Discografía

### ConThe Bruisers
- Cruisin' for a Bruisin' (1993)
- Up in Flames (1996)

### ConDropkick Murphys
- The Gang's All Here (1999)
- Sing Loud Sing Proud! (2001)
- Blackout (2003)
- The Warrior's Code (2005)
- The Meanest of Times (2007)
- Going Out In Style (2011)
- Signed and Sealed in Blood (2013)
- 11 Short Stories of Pain and Glory (2017)